# Tuppsjön
Tuppsjön är en sjö i Hedemora kommun i Dalarna och ingår i Gavleåns huvudavrinningsområde.